# Минидока (окръг)
Окръг Минидока (на английски: Minidoka County) е окръг в щата Айдахо, Съединени американски щати. Площ 1976 km² (0,91% от площта на щата, 31-во място по големина). Население – 20 729 души (2017), 1,22% от населението на щата, гъстота 10,5 души/km². Административен център град Рупърт.
Окръгът се намира в южната част на щата. Граничи със следните окръзи: на югозапад – Джеръм, на запад – Линкълн, на север и изток – Блейн, на юг – Каша. Разположен е в средната част на обширната междупланинска равнина на река Снейк, като надморската височина постепенно се повишава от 1260 m по долината на Снейк на юг до към 1500 m на север. На юг по границата с окръг Каша, на протежение около 32 мили (52 km) протича част от горното течение на река Снейк (ляв приток на Колумбия).
Най-голям град в окръга е административният център Рупърт 5554 души (2010 г.), втори по големина е град Хейбърн 3089 души (2010 г.).
През окръга преминават участъци от 1 междущатска магистрала 1 междущатско шосе:
- Междущатска магистрала  – 16 мили (25,7 km), от запад на изток;
- Междущатско шосе  – 16 мили (25,7 km), от запад на изток, като изцяло се дублира с Междущатска магистрала .

Окръгът е образуван на 26 януари 1913 г. и е наименуван по името на първото селище в района град Минидока. Думата „манидока“ има индиански произход и за нейното значение има две версии: на езика сиу означава „източник на вода“, макар че до 1946 г. в окръга не е открит нито един воден източник; на езика на племето шошони означава „широк простор“, като се има предвид обширната междупланинска равнина на река Снейк.